# Wagneria pacata
Wagneria pacata là một loài ruồi trong họ Tachinidae.